# Stefania Corna
Stefania Corna (ur. 5 listopada 1990 w Bergamo we Włoszech) – siatkarka grająca jako przyjmująca.
Obecnie występowała w drużynie Savino Del Bene Scandicci.

## Kariera
- Volley Bergamo (2003–2005)
- Club Italia (2005–2007)
- Volley Bergamo (2007–2008)
- Volley Club Mediolan (2008–2009)
- Parma Volley (2009–2010)
- Minerva Volley Pawia (2010–2011)
- Cuatto Giaveno Volley (2011–2012)
- VBC Casalmaggiore (2012–2013)
- Metalleghe Sanitars Montichiari (2013–2014)
- Savino Del Bene Scandicci (2014)